# نیوکایک
نیوکایک (به هلندی: Nieuwkuijk) یک منطقهٔ مسکونی در هلند است که در هئوسدن واقع شده‌است. نیوکایک ۲٬۰۹۵ نفر جمعیت دارد.

## نگارخانه

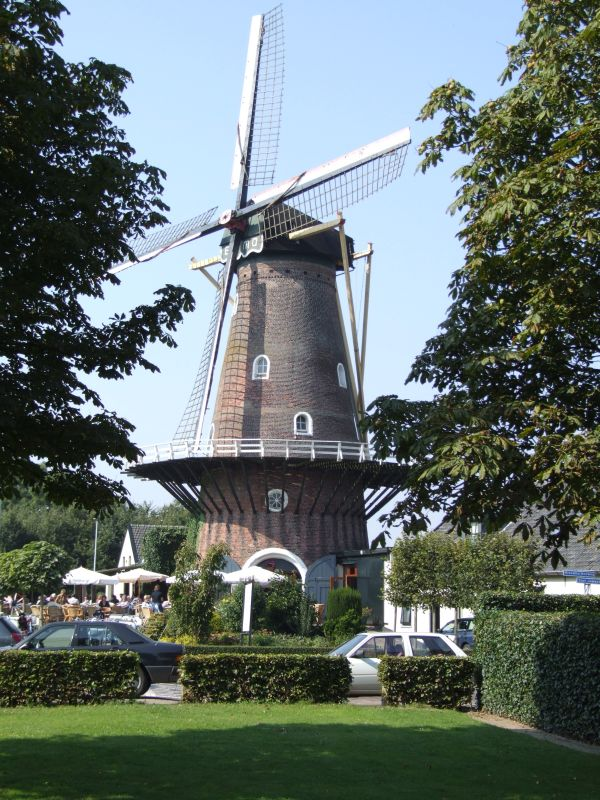
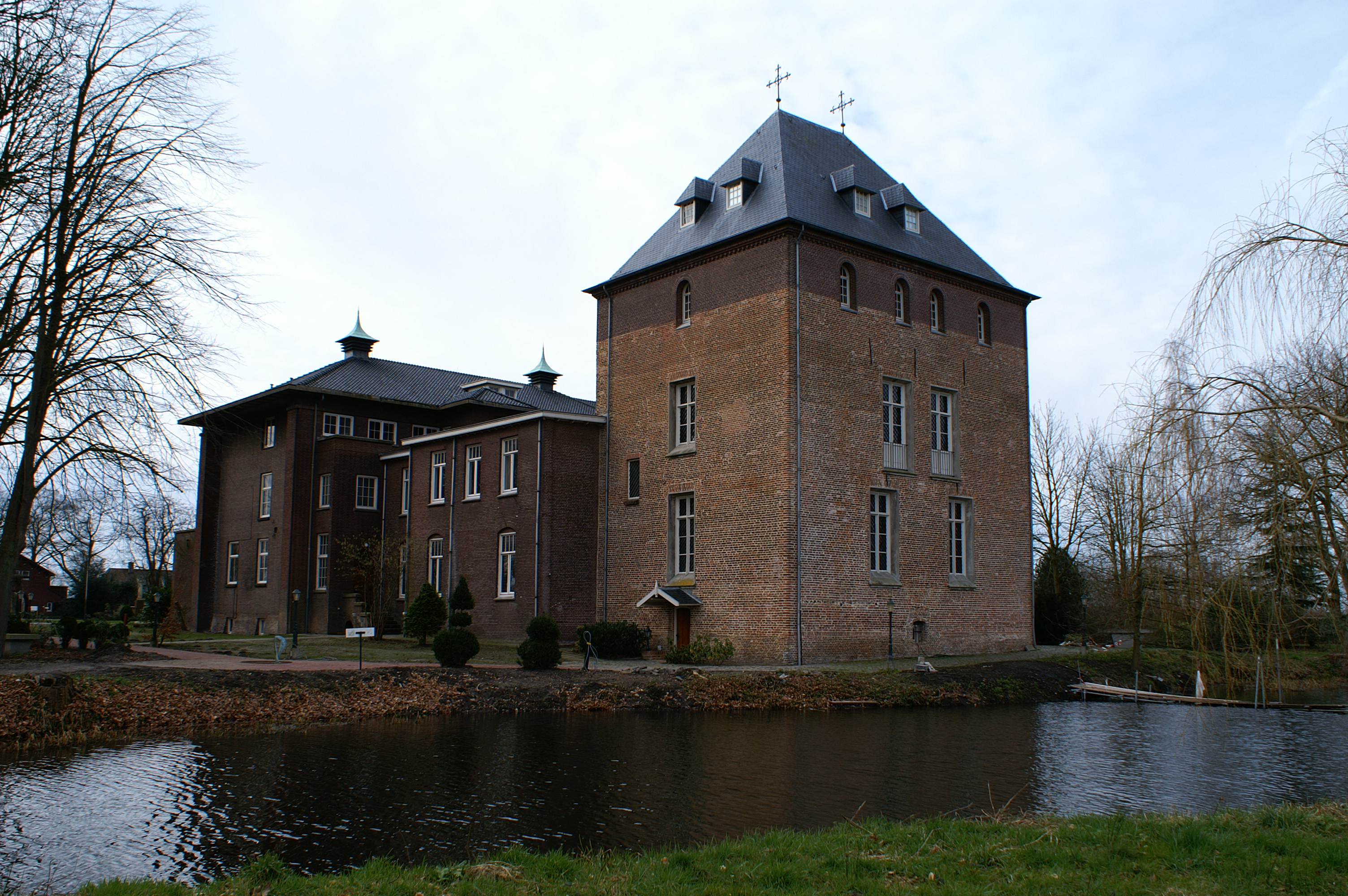
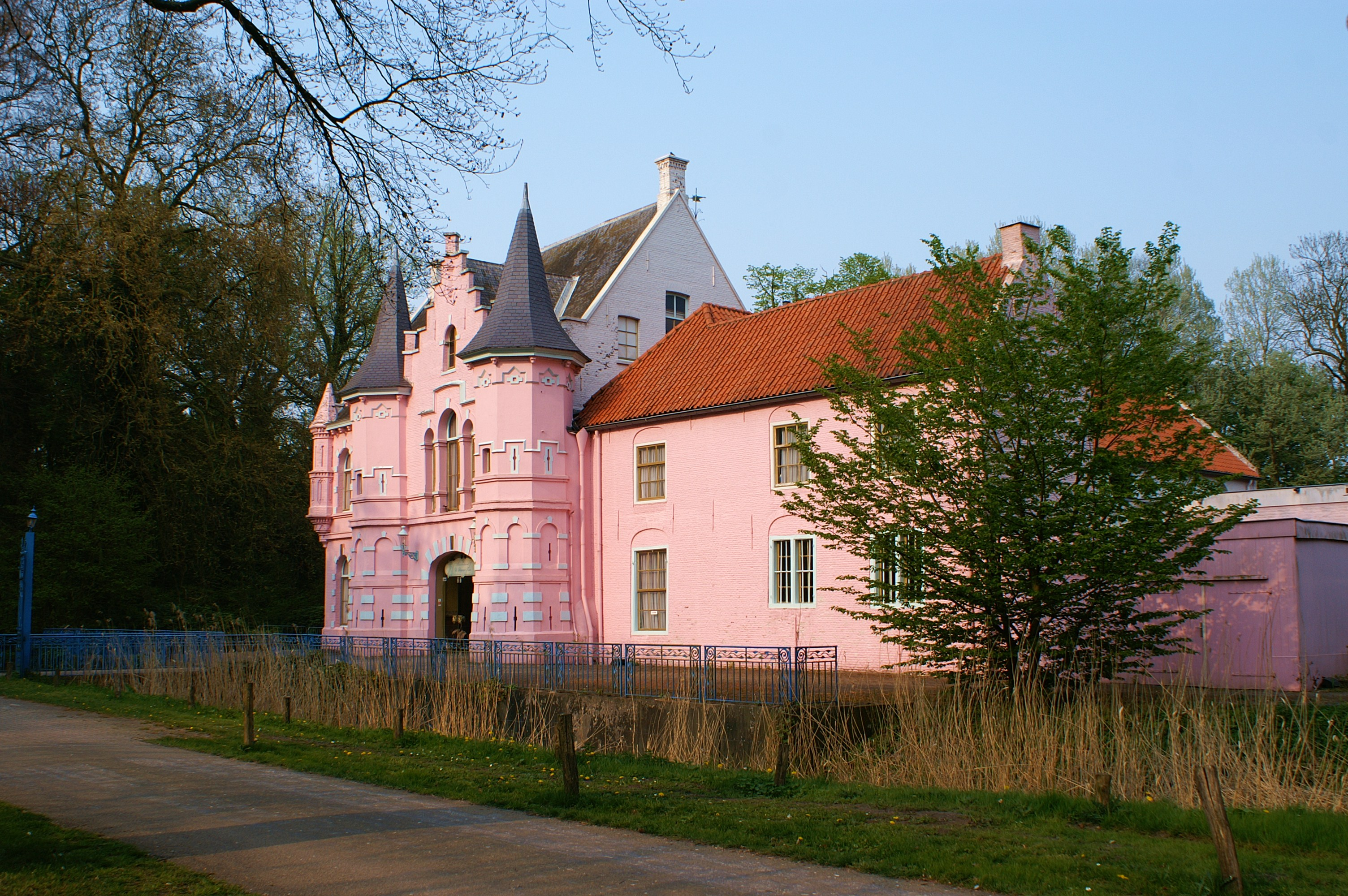